# 岐阜市立長森北小学校
岐阜市立長森北小学校（ぎふしりつ ながもりきたしょうがっこう）は、岐阜県岐阜市野一色3丁目にある市立小学校。

## 概要
県道205号線（『おがせ街道』）に隣接している。校名の通称は「長森北（ながもりきた）」「北小（きたしょう）」。

## 沿革
- 1873年（明治6年）5月 - 聞校学校と汎愛学校が開校[1]。聞校学校の校区は北一色村、野一色村、岩戸村、前一色村であり、香厳寺[注釈 1]が仮校舎。汎愛学校は水海道村、左兵衛新田、岩地村が校区であり、正蔵寺[注釈 2]が仮校舎であった。
- 1874年（明治7年） - 汎愛学校が民家を仮校舎とする。
- 1875年（明治8年） -
  - 聞校学校が吉野神社[注釈 3]の隣接地に校舎を新築し、移転。
  - 野一色村に一色学校が開校。
- 1876年（明治9年） - 一色学校が聞校学校に統合される。
- 1879年（明治12年）9月 - 汎愛学校が校舎を新築し移転。
- 1886年（明治19年） - 聞校学校が北一色尋常小学校、汎愛学校が水海道尋常小学校に改称する。
- 1897年（明治30年）
  - 4月1日 - 岩戸村、北一色村、野一色村、左兵衛新田、水海道村、岩地村、前一色村が合併し、北長森村が発足。
  - 12月9日 - 北一色尋常小学校と水海道尋常小学校が合併し、北長森尋常小学校となる。校舎は北一色尋常小学校の校舎を使用。
- 1902年（明治35年） - 裁縫学校を併設。
- 1903年（明治36年） - 現在地に校舎を新築し移転。高等科を設置し、北長森尋常高等小学校に改称する。
- 1906年（明治39年）5月31日 - 裁縫学校を廃止し、裁縫補習学校を併設。
- 1912年（大正元年）9月23日 - 暴風雨により校舎が倒壊。
- 1913年（大正2年） - 校舎を再建。
- 1918年（大正7年） - 校舎を新築（木造2階建）する。
- 1919年（大正8年） - 校舎（南舎）を新築（木造2階建）する。
- 1926年（大正15年） - 青年訓練所を併設。
- 1940年（昭和15年）7月1日 - 北長森村が岐阜市に編入され、岐阜市立長森北尋常高等小学校に改称する[1]。
- 1941年（昭和16年）4月1日 - 北長森国民学校に改称する。
- 1947年（昭和22年）4月1日 - 岐阜市立長森北小学校に改称する。
- 1951年（昭和26年）1月 - 講堂が完成する。
- 1952年（昭和27年）8月 - プールが完成する。
- 1955年（昭和30年）12月 - 校舎を増築する。
- 1969年（昭和44年）2月 - 新校舎（北舎・鉄筋コンクリート造3階建）が完成。
- 1973年（昭和48年） - 新校舎（中舎・鉄筋コンクリート造3階建）、及び体育館が完成。
- 1974年（昭和49年）
  - 4月1日 - 岐阜市立長森西小学校を分離する。長森西小学校の校舎未完成のため、長森北小学校の校舎の一部を使用。
  - 9月2日 - 長森西小学校の校舎が完成し、長森西小学校の児童は長森西小学校校舎に移る。
- 1975年（昭和50年）7月 - 新プールが完成する。
- 1982年（昭和57年）4月1日 - 岐阜市立長森東小学校を分離する。
- 1996年（平成8年）6月 - 現在のプールが完成。

## 校訓
- 明・静・動
- あかるい子・かしこい子・たくましい子

## 学校行事
- 6年：修学旅行 - 行き先は京都・奈良
- 5年：野外研修 - 行き先は岐阜ファミリーパーク

## 通学区域
- 前一色1 - 3丁目、長森本町1・2丁目、野一色1 - 8丁目、長森岩戸（一部）[2]

## 校区周辺
- 岐阜市立長森中学校（進学先中学校）
- 岐阜東高等学校
- 富田学園 富田高等学校
- 野一色公園

## 交通アクセス
- 岐阜バス

岐阜聖徳学園大線（JR岐阜駅バスターミナルからは、水海道（B53）・富田学園前（B52）行）・尾崎団地線（JR岐阜駅バスターミナルからは、諏訪山団地（B58）行）などで「岐阜県総合医療センター口」バス停より徒歩約3分。